# University Sports Festival Budapest
2016. november 27-én University Sport Festival Budapest (USF Budapest) névvel hívja életre az Eötvös Loránd Tudományegyetem (ELTE) és Hallgatói Önkormányzata (HÖK), valamint az ESN ELTE Archiválva 2017. február 11-i dátummal a Wayback Machine-ben (Erasmus Student Network ELTE) és a Budapesti Egyetemi Atlétikai Club (BEAC) azt a sporteseményt, melynek egyik célja, hogy a fővárosban tanuló külföldi egyetemisták (kiemelten az Erasmus, CEEPUS ösztöndíjasok stb.) számára a sporton keresztül nyújtson olyan közösségi élményt, mely összeköti a világ minden tájáról Budapestre érkező hallgatókat és magyar társaikat. A program másik célja, hogy a külföldi hallgatók betekintést nyerjenek a budapesti egyetemi sportéletbe, kötetlen formában, jó hangulatban próbálhassák ki a legnépszerűbb, legújabb sportágakat. 

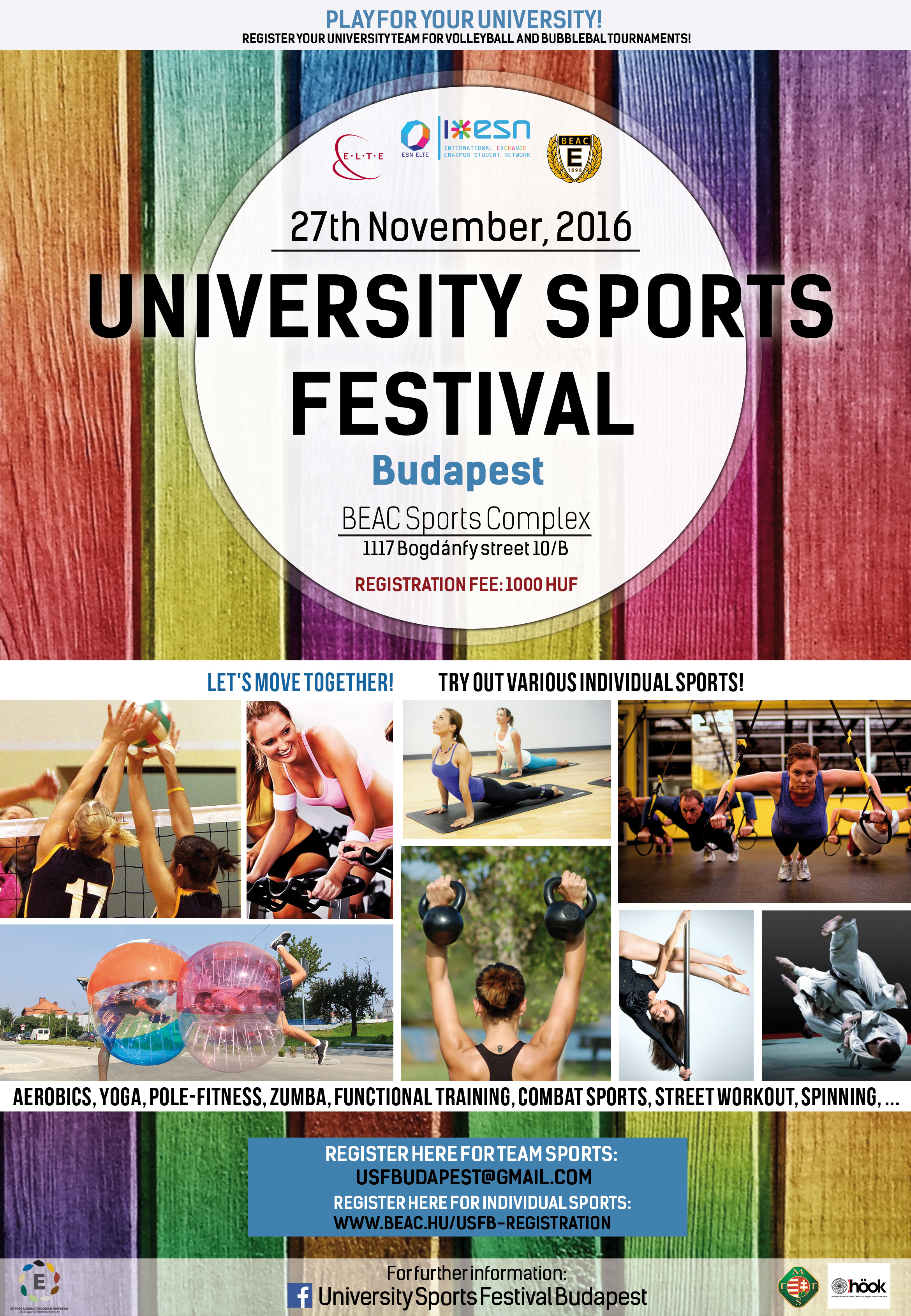
UNIVERSITY SPORTS FESTIVAL BUDAPEST HIRDETÉS

Az ELTE és a BEAC vendégül látja a budapesti társintézmények hallgatóit, annak érdekében, hogy az egyetemi sport nemzetközi és intézményközi jellegét erősítse. Közös célunk, hogy vonzó, nyitott és hallgatóbarát sportprogramokkal, sportszolgáltatásokkal erősítsük a magyar felsőoktatás vonzerejét és újabb pozitív élménnyel gazdagítsuk a hallgatók Magyarországon töltött idejét. A rendezvényt az Eötvös Loránd Tudományegyetem Sportirodája a KMR4 Intézményi Sportiroda Pályázat 2016: Integrált felsőoktatási sportirodák felállítása és fejlesztése a Közép-magyarországi régió állami felsőoktatási intézményeiben (MEFS) című pályázat keretein belül támogatja.

## USF Budapest 2016
Az USF Budapest 2016 programja:
Az USFB-vel egyéni és csapat sportágakban is szeretnénk megszólítani a hallgatókat, és játékos formában versenyt is hirdetünk az intézmények között. Minden sportágban való részvételt, eredményt figyelembe véve díjazzuk a résztvevőket. Az esemény végén bajnokot hirdetünk és kiosztjuk a legsportosabb felsőoktatási intézmény címét.
14:00 – 20:30                     egyéni sportok és röplabda, foci (buborékfoci) bajnokságok
20:30 – 21:30                     egyetemek közötti játékos vetélkedő, sorverseny
21:30 – 22:00                     eredményhirdetés és az esemény zárása
1.      Egyéni sportok (regisztráció szükséges): több mint tíz sportágat lehet kipróbálni 14-22 óra között. Kipróbálható sportágak: aerobik, jóga, polefitness, zumba, funkcionális köredzés, küzdősportok, street workout, stability workout, interval/HIIT training, spinning, falmászás
A felsorolt sportágakban bemutatók, játékos programok, edzések lesznek. Az egyes blokkokat szakképzett, angolul beszélő edzők, szakértők, sportszervezők vezetik. Lehetőséget nyújtunk arra, hogy minden egyéni és csapatsportban nevező hallgató bármelyik sportággal megismerkedhessen és kipróbálhassa azt. Az egyéni sportágakban az egyes intézmények aktivitását pontozzuk: minél több hallgató, minél többféle sportot próbál ki, annál több pontot gyűjt az egyeteme számára. Egyes egyetemek, főiskolák hallgatóit eltérő színű, egyedi pólókkal ajándékozzuk meg és ezek segítségével különböztetjük meg az esemény ideje alatt, a rendezvény szervezői figyelik és regisztrálják az aktivitást.
2.      Csapatsportágak (nevezés szükséges): röplabda, buborékfoci, sorverseny
A röplabda és buborékfoci sportágakban maximum 8-8 csapatos bajnokságot hirdetünk, egy csapatban legalább 8, maximum 12 fő nevezhet egy intézményből. Minden helyezéssel pontokat lehet gyűjteni.
A sorverseny a rendezvényt lezáró játékos csapatverseny lesz, a játékosok az egyéni sportok és a csapatsportok résztvevői is lehetnek egyben. Az egyetemek közötti pontversenyben a legtöbb pontot a sorverseny játékos feladataival lehet gyűjteni, így ez az esemény lesz a nap legizgalmasabb pillanata, egyben az USFB fináléja is. A sorversenyre legalább 15 fős csapatok jelentkezését várjuk. Az sorversenyben részt vevő intézményi csapatokhoz akár a helyszínen is lehet csatlakozni és bárki részt vehet rajta, aki egyéni vagy csapatsportokra regisztrált.
Nevezés csapatsportágakra (nevezési lap kitöltése szükséges) az adott intézmény kapcsolattartóin – pl. ESN szervezet mentorai, nemzetközi iroda, HÖK, sportegyesület stb. - keresztül vagy közvetlenül történik.
Figyelem! A csapatsportágakra nevezett hallgatók valamennyi egyéni sportágat is kipróbálhatják, viszont a csapatsportokon csak külön csapatnevezéssel lehet részt venni! Az intézmények közötti sorversenyen bárki részt vehet a saját intézményi csapatában!
Részvételi feltételek:
Egyéni sportágakban név, intézmény, pólóméret, elérhetőség megadásával szükséges jelentkezni.
Csapatsportágakra (röplabda, buborékfoci, sorverseny) külön szükséges jelentkezni/regisztrálni.
A helyszínre diákigazolvány, intézményi azonosító kártya (university ID Card) vagy egyetemi alumni kártya felmutatásával lehet belépni.

## Intézmények közötti verseny
Részt vevő felsőoktatási intézmények csapatai: 
| Helyezés | Intézmény                                       |
| -------- | ----------------------------------------------- |
| 1        | Budapest University of Technology and Economics |
| 2        | Metropolitan University                         |
| 3        | Eötvös Loránd University                        |
| 4        | Corvinus University                             |
| 5        | Kodolányi János University                      |
| 6        | Andrássy Universität                            |
| 7        | Central European University                     |
| 8        | University of Physical Education                |
| 9        | University of Veterinary Medicine               |
| 10       | Semmelweis University                           |

## A sportesemény társadalmi felelősségvállalása
A belépőjegyekből/regisztrációkból származó bevételt a rendező ELTE Sportiroda és BEAC a Budapesti Állatkert Alapítvány számára ajánlotta fel, és a győztes csapat a kétéves zsiráfot, Ikinyát fogadta örökbe az Állatkert látogatás alkalmával.

## A sportesemény szakmai támogatói
- Tempus Közalapítvány
- Hallgatói Önkormányzatok Országos Konferenciája (HÖOK) és HÖOK Budapesti Régió
- Budapesti Fesztivál- és Turisztikai Központ
- Magyar Turisztikai Ügynökség